# الكدحة (تعز)
الكدحه هي إحدى قرى جمهورية اليمن. وهي تتبع جغرافيًا لمحافظة تعز. وإداريًا لمديرية باب المندب. يبلغ تعداد سكانها 3983 نسمة حسب الإحصاء الذي جرى عام 2004.